# Opistophthalmus adustus
Espèce
Synonymes
- Opisthophthalmus longiceps Lawrence, 1946

Opistophthalmus adustus est une espèce de scorpions de la famille des Scorpionidae.

## Distribution
Cette espèce est endémique du ǁKaras en Namibie,.

## Description
Le tronc du mâle syntype mesure 43 mm et la queue 42 mm et le tronc de la femelle syntype mesure 44 mm et la queue 37 mm.

## Publication originale
- Kraepelin, 1908 : Skorpione und Solifugen. Zoologische und anthropologische Ergebnisse e Forschungsreise in Sudafrika. Denkschriften der Medicinisch-naturwissenschaftlichen Gesellschaft zu Jena, vol. 13, p. 247-282 (texte intégral).